# オールバニ運動
オールバニ運動（Albany Movement）は、1961年の秋から1962年の夏まで、アメリカ合衆国ジョージア州オールバニで起こった人種差別撤廃運動のひとつ。地元の組織の学生非暴力調整委員会 (SNCC)と全米黒人地位向上協会 (NAACP)がこの運動に関わり、1961年12月には、キング牧師と南部キリスト教指導者会議 (SCLC)も関わるようになった。オールバニ運動自体は、数千名の市民を動員して全国的な注目を集めたが、その目的を果たすことはできなかった。 しかしこの運動は、その後の全国的な公民権運動の戦略と戦術のための重要な教訓となった。

## 運動
オールバニでは、それまで数十年間、黒人の有権者登録への啓蒙や市当局への請願などの活動が継続されていた。しかし3人の若いSNCCの運動家たちが町に来てから運動は新たな局面に入った。3人の運動家たちは市の黒人の活動を励まして取りまとめ、1961年11月半ば、正式な連合としてオールバニ運動を創設させた。
運動はすぐに市内のあらゆる人種差別に対する非暴力抵抗運動となった。白人用のバス停、図書館、簡易食堂がアフリカ系アメリカ人たちに占拠され、ボイコットが開始され、数百人の抗議者がデモ行進した。オールバニ警察署長のローリー・プリチェットは、この運動の戦略を慎重に研究し、対策を立てて実行した。彼は大量逮捕に踏み切ったが、全国的な注目を浴びて裏目に出る派手で暴力的な事件の類いは回避した。プリチェットは郡刑務所の囚人をジョージア州南西部中に分散させて、逮捕者で刑務所をいっぱいにして機能させなくしようとする戦略を事前に防いだ。

## キング牧師の関与
運動に先立ち、キングと南部キリスト教指導者会議は、その夏のフリーダム・ライドを十分に支援しなかったとしてSNCCに批判されていた。キングが最初に町に訪れた1961年12月15日、彼は「一両日ここにいて助言を与えた後に戻る予定」になっていた。しかしその翌日、彼は平和的なデモ参加者たちの大量逮捕に巻き込まれ、市が譲歩するまで保釈を拒絶した。
結局キングは1962年7月に戻り、45日の懲役もしくは178ドルの罰金を宣告され、彼は懲役を選択した。ところがその宣告から3日目に、プリチェット署長はこっそりとキングの罰金を用立てて支払い、彼を釈放した。
その1年近く後には、運動自体は衰退し始めた。あるデモの最中、ある黒人の若者はオールバニ警察署に石やボトルを投げつけてしまった。キングはすべてのデモの中止を呼びかけ、モラルの高い非暴力の抗議を促した。7月後半にはキングは再び逮捕され２週間拘束され、釈放後に彼は町を去った。

## 余波
オールバニ運動は、数千人の逮捕者を出すという高い代償の割には、ある程度の成果しか得られなかった。事実上オールバニの黒人コミュニティ全体を動員したにもかかわらず、市政府から得られた譲歩はほとんどなかった。プリチェット署長の慎重な対策によって、運動への同情をうまく得ることはできなかった。また、キング牧師が釈放されたことで誤解を生み、黒人コミュニティ内での急進派と穏健派が対立した。非暴力の抗議運動に徹することができなかったことも失点となった。
オールバニ運動での反省を踏まえて、キングはより具体的で象徴的な勝利を得る活動に絞ることに決めた。南部キリスト教指導者会議はその後、アラバマ州セルマやバーミングハムなどの都市に移動して活動した。それらの都市では、地元の警察がより厳しく対処して暴力的な事件を起こしたために、より全国的な注目と同情を集めることができた。

## 脚註
1. ↑  Albany GA, Movement ~ Civil Rights Movement Veterans
2. ↑  History of the Movement Albany Civil Rights Movement Museum
3. ↑  Martin Luther King's Style of Leadership BBC
4. ↑  King, Martin Luther. The Autobiography of Martin Luther King Jr. New York: Warner Books, 1998